# Győrfi András
Győrfi András (Kaposvár, 1964. december 4. –) festőművész, illusztrátor, könyvillusztrátor, grafikus, látványtervező, író.
Édesapja Győrfi Endre építész, az 1948-as londoni olimpia résztvevője, a magyar vízilabda-válogatott kapusa.
Győrfiről korán kiderült művészeti tehetsége, kilencévesen ötezer rajz közül nyert az indiai Shankar nemzetközi gyermekrajzversenyen. Megnyerte a Jankovics Marcell által kiírt János vitéz rajzpályázatot.
Tanárai voltak Molnár József és Ruisz György festőművészek.
1981-ben Budapestre költözött, diplomáját az Ybl Miklós Műszaki Főiskolán szerezte mint építészmérnök. Iskolái után hamarosan bekapcsolódott a hazai művészeti életbe, 1984-óta jelennek meg illusztrációi különböző sajtóorgánumokban. 1991 novemberében állított ki először a Mix-art galériában. 1994-ben a New-York-i Agora galéria hívta meg és kötött vele egyéves szerződést. 1994-től 1999-ig a budapesti Polaris Galéria művészeti vezetője volt. Számos kiállítása volt az évek során, Londonban, Kínában, Malajziában, Törökországban, Spanyolországban és más európai országokban. 2009–12 között saját galériát tartott fent Budapest belvárosában.
Nagysikerű könyvillusztrátor, főleg ifjúsági és gyermekkönyvek őrzik munkáit. Többek között Gárdonyi Géza, Jules Verne, Békés Pál, Kányádi Sándor műveihez készített rajzokat.
Színházi látványtervei közül kiemelkedik a soproni színháznak készített díszletterve Raymund FitzSimons Edmund Kean című monodrámájához, melynek címszerepét Székhelyi József játszotta.
2013 óta Horvátországban, Rovinjban tart fent saját műtermet.
Az elmúlt években írással is foglalkozik. Hat könyve jelent meg: Öt Jó-krimi, Lelkem kertje, Napló korona idején, Több Adria, Spanyol tapaszok és 2023-ban az Artúr és Gínevra.
Házas, felesége Hegyi Angéla. Egy fia született és második házasságában egy lánygyermeket nevel.